# Barthélemy Amilia
Barthélemy Amilia (auch: Amilhat; * 1609; † 29. September 1673 in Pamiers) war ein französischer römisch-katholischer Geistlicher und Dichter okzitanischer Sprache.

## Leben und Werk
Barthélemy Amilia (auch: Amilhat oder Amilha) gehörte zu den von Charles de Montchal (1589–1651), Erzbischof von Toulouse, in Notre-Dame de Roqueville (in Montgiscard) angesiedelten Priestern der Inneren Mission. Er wurde von François de Caulet (1610–1680), Bischof von Pamiers, abgeworben und wurde Erzpriester der Kathedrale Saint-Antonin. Amilia war Doktor der Theologie und predigte in okzitanischer Sprache. Er schrieb und komponierte berühmte Kirchenlieder.
Das in seinem Todesjahr erschienene Tableu de la bido del parfet crestia „Bild des vollkommenen Christenlebens“ (in Versen) ist nach dem Urteil von Lafont/Anatole ein Werk von „großer Qualität“. Es dokumentiert darüber hinaus zahlreiche Beispiele von Aberglauben. Zu Unrecht hielt man es lange für einen Abklatsch des von Albert Dupond 1641 veröffentlichten Werkes La Douctrino C̀restiano meso en rimos, per poude éstre cantado sur dibérses ayres é per atal ajuda la memorio del popple de Toulouso, das von Erzbischof Montchal in Auftrag gegeben worden war.

## Werke (Auswahl)
- Tableu de la bido del parfet crestia que represento l’exercici de la fe... Que pot serbi as Rittous, Missiounaris, Coufessious... E un dicciounari per l’esclarcissomen des mots les pus dificillés de nostro lenguo explicats en Francés. Fait per le P.A.N.C. reg. de l’ordre de S. Aug. Jean Boudo und J. Jaques Boudo, Toulouse 1673, 1703, 1759. (Widmung an Kardinal Pierre de Bonzi, 1631–1703).
  - Le Tableu de la bido del parfait crestia, en berses, que represento l’exercici de la fe. Fait en 1673 pel P. Amilia, canounge reguliè de l’ordre de Sant Augusti à Pamios. 5e ediciu rebisto e publicado ambe la fabou de Monseignou Rougerie, abesque de Pamios, e countenen esclarcissomens de Georges Doublet e Félix Pasquier su la bido e l’obro d’Amilia. Poumies, Foix 1899. (enthält: Un dicciunari languedoucia, esplicat en frances. Les aires noutats en plen cant e boutats en musico pel P. Comire)(Pierre-Eugène Rougerie, 1832–1907)
- Abregé des cantiques de Monsieur d’Amilha prêtre, docteur et un des Mrs les Chapelains, missionnaires de Notre-Dame de Roqueville au diocèse de Toulouse... augmenté de divers cantiques françois et patois.  J. J. Douladoure, Toulouse ohne Jahr.